# Cichorium spinosum
Cichorium spinosum, biljna vrsta u porodici Asteraceae, vrsta je vodopije koja raste po zemljama Mediterana, među kojima na Malti (gdje je zovu qanfuda) i Cipru, otocima Kreta i Sicilija, Cikladi, u Libiji i Turskoj...
To je dvogodišnja ili višegodišnja biljka, manji grmić koji naraste do 20cm visine. Cvate od srpnja do kolovoza, od svibnja do srpnja na Malti.
Ime joj znači trnovita vodopija.